# Guvernul Adrian Năstase
Guvernul Adrian Năstase a condus România în perioada 28 decembrie 2000 - 21 decembrie 2004.
Pe 20 decembrie 2000, președintele Ion Iliescu îl desemnează, oficial, pe Adrian Năstase pentru funcția de prim-ministru al României.
Pe 28 decembrie 2000, noul guvern primește votul de învestitură din partea parlamentului (314 'pentru' și 145 'împotrivă'), iar membrii guvernului depun jurământul de credință în prezența președintelui Ion Iliescu.
Printre prioritățile guvernului s-au aflat:
- combaterea sărăciei și a șomajului
- relansarea creșterii economice
- reducerea birocrației
- refacerea autorității statului
- combaterea criminalității
- continuarea accelerată a proceselor de aderare la NATO și integrare în UE.

## Componența
- Prim-ministru

Adrian Năstase (28 decembrie 2000 - 21 decembrie 2004)
- Ministrul de interne (din 19 iunie 2003 a purtat denumirea de Ministrul administrației și internelor, apoi din 11 martie 2004 pe cea de Ministru de stat pe probleme sociale, ministrul administrației și internelor)

Ioan Rus (28 decembrie 2000 - 15 iunie 2004)
Marian-Florian Săniuță (15 iunie - 28 decembrie 2004)
- Ministrul industriei și resurselor (din 19 iunie 2003 a purtat denumirea de Ministrul economiei și comerțului, apoi din 11 martie 2004 pe cea de Ministru de stat pe probleme economice, ministrul economiei și comerțului)

Dan-Ioan Popescu (28 decembrie 2000 - 28 decembrie 2004)
- Ministru delegat pentru comerț

Eugen Dijmărescu (19 iunie 2003 - 11 octombrie 2004)
Vasile Radu (11 octombrie - 28 decembrie 2004)
- Ministru de stat pentru coordonarea activităților din domeniile apărării naționale, integrării europene și justiției

Ioan Talpeș (11 martie - 28 decembrie 2004)
- Ministrul afacerilor externe

Mircea-Dan Geoană (28 decembrie 2000 - 28 decembrie 2004)
- Ministrul integrării europene

Hildegard-Carola Puwak (28 decembrie 2000 - 20 octombrie 2003)
ad-int. Vasile Pușcaș (20 octombrie - 27 noiembrie 2003)
Alexandru Fărcaș (27 noiembrie 2003 - 28 decembrie 2004)
- Ministru delegat, negociator-șef la Uniunea Europeană

Vasile Pușcaș (28 decembrie 2000 - 28 decembrie 2004)
- Ministrul finanțelor publice

Mihai-Nicolae Tănăsescu (28 decembrie 2000 - 28 decembrie 2004)
- Ministrul justiției

Rodica-Mihaela Stănoiu (28 decembrie 2000 - 10 martie 2004)
Cristian Diaconescu (10 martie - 28 decembrie 2004)
- Ministrul apărării naționale

Ioan-Mircea Pașcu (28 decembrie 2000 - 28 decembrie 2004)
- Ministrul muncii și solidarității sociale (din 19 iunie 2003 a purtat denumirea de Ministrul muncii, solidarității sociale și familiei)

Marian Sârbu (28 decembrie 2000 - 19 iun. 2003)
Elena Dumitru (19 iunie 2003 - 14 iulie 2004)
Dan-Mircea Popescu (14 iulie - 28 decembrie 2004)
- Ministru delegat pentru relația cu partenerii sociali

Marian Sârbu (19 iunie 2003 - 14 iulie 2004)
Bogdan Niculescu-Duvăz (14 iulie - 28 decembrie 2004)
- Ministrul apelor și protecției mediului (Ministerul a fost desființat la 19 iunie 2003, apoi a fost reînființat la 11 martie 2004 sub denumirea de Ministerul mediului și gospodăririi apelor)

Aurel-Constantin Ilie (28 decembrie 2000 - 17 ianuarie 2002)
Petru Lificiu (17 ianuarie 2002 - 19 iunie 2003)
Speranța-Maria Ianculescu (11 martie - 28 decembrie 2004)
- Ministrul agriculturii, alimentației și pădurilor (din 19 iunie 2003 a purtat denumirea de Ministrul agriculturii, pădurilor, apelor și mediului, apoi din 11 martie 2004 pe cea de Ministrul agriculturii, pădurilor și dezvoltării rurale)

Ilie Sârbu (28 decembrie 2000 - 14 iulie 2004)
Petre Daea (14 iulie - 28 decembrie 2004)
- Ministrul lucrărilor publice, transporturilor și locuinței (din 19 iunie 2003 a purtat denumirea de Ministrul transporturilor, construcțiilor și turismului)

Miron-Tudor Mitrea (28 decembrie 2000 - 28 decembrie 2004)
- Ministrul turismului

Matei-Agathon Dan (28 decembrie 2000 - 19 iunie 2003)
- Ministrul educației și cercetării (în perioada 19 iunie 2003 - 11 martie 2004 a purtat denumirea de Ministrul educației, cercetării și tineretului)

Ecaterina Andronescu (28 decembrie 2000 - 19 iunie 2003)
Alexandru Athanasiu (19 iun. 2003 - 28 decembrie 2004)
- Ministru delegat pentru activitatea de cercetare

Șerban-Constantin Valeca (28 decembrie 2000 - 19 iunie 2003)
- Ministrul sănătății și familiei (din 19 iunie 2003 a purtat denumirea de Ministrul sănătății)

Daniela Bartoș (28 decembrie 2000 - 19 iunie 2003)
Mircea Beuran (19 iunie - 20 octombrie 2003)
ad-int. Ionel Blănculescu (20 octombrie - 27 noiembrie 2003)
Ovidiu Brânzan (27 noiembrie 2003 - 28 decembrie 2004)
- Ministrul culturii și cultelor

Răzvan-Emil Theodorescu (28 decembrie 2000 - 28 decembrie 2004)
- Ministrul pentru întreprinderile mici și mijlocii și cooperație

Silvia Ciornei (28 decembrie 2000 - 19 iunie 2003)
- Ministrul tineretului și sportului

Georgiu Gingăraș (28 decembrie 2000 - 19 iunie 2003)
- Ministrul administrației publice (din 19 iunie 2003 a purtat denumirea de Ministru delegat pentru administrația publică)

Octav Cozmâncă (28 decembrie 2000 - 19 iunie 2003)
Gabriel Oprea (19 iunie 2003 - 14 iulie 2004)
Gheorghe Emacu (14 iulie - 28 decembrie 2004)
- Ministrul informațiilor publice

Vasile Dâncu (28 decembrie 2000 - 19 iunie 2003)
- Ministrul comunicațiilor și tehnologiei informației

Dan Nica (28 decembrie 2000 - 14 iulie 2004)
Adriana Țicău (14 iulie - 28 decembrie 2004)
- Ministru pentru coordonarea Secretariatului general al Guvernului

Petru Șerban Mihăilescu (28 decembrie 2000 - 20 octombrie 2003)
Eugen Bejinariu (20 octombrie 2003 - 28 decembrie 2004)
- Ministrul pentru relația cu Parlamentul (din 19 iunie 2003 a purtat denumirea de Ministru delegat pentru relația cu Parlamentul)

Acsinte Gaspar (28 decembrie 2000 - 8 iunie 2004)
Șerban Nicolae (8 iunie - 28 decembrie 2004)
- Ministru delegat al Autorității pentru Privatizare și Administrarea Participațiunilor Statului

Ovidiu-Tiberiu Mușetescu (28 decembrie 2000 - 19 iunie 2003)
- Ministru delegat pentru coordonarea autorităților de control

Ionel Blănculescu (19 iunie 2003 - 28 decembrie 2004)
- Ministru delegat pentru controlul implementării programelor cu finanțare internațională și urmărirea aplicării aquis-ului comunitar

Victor Ponta (11 martie - 28 decembrie 2004)

## Sursa
- Rompres